# BIOS-3
BIOS-3是一个封闭生态系统，它位于克拉斯諾亞爾斯克的生物物理学学会。当时还是苏联管辖。

## 结构
其结构主体动工于1965年，并于1972年完工。BIOS-3有315立方米（11,124立方英尺），设计最多可供三个人生存。为了比较，生物圈二号包围了204,000立方米的体积。
它被分为四个部分：一个部分是员工区域，和两个部分用来种植小麦和蔬菜的植物区域，还有第四个部分最初是用来养殖海藻区域，但后来也改换成粮食种植区域。员工区域由3个单人舱，一个厨房，盥洗室，和控制室组成。两个植物区域贡献了设施内大约25%空气过滤。四个区域的灯光照明由20个6 kW的氖弧灯提供，且灯源被水冷套冷却。其他设备使用400 kW的电源，供电则来自附近的水电站。
小球藻是用来更新被人类呼吸的空气，吸收二氧化碳，并通过光合作用补充氧气。这些藻类被放在照有人造光的培养盒中。为了达到供养平衡，每个人需要8平方米（86平方英尺）的藻类。空气在催化剂的作用下被加热到600°C（1,112°F），从而得到净化。水和营养物质则被提前放置在其内，并参加物质循环。系统循环水的效率在1968年达到了85%。干燥肉类依赖外界的输入，而员工的排泄物则被烘干和储存，而不是被再循环。
BIOS-3总共进行了十次有人操作的实验，每次1-3人。最长的实验持续了180天（從1972年至1973）。系统最后一次使用是在1984年。
在1991年，BIOS-3成为的封闭生态系统国际中心的一部分，这是俄罗斯科学院西伯利亚分院生物物理研究所的一个下属子部门。封闭生态系统的研究侧重于种植植物和废物回收，并且于2005年恢复与欧洲航天局合作。

## 命名
原来的名字来源于以前的项目BIOS-1（1965年）和BIOS-2（1968年），而不是来自后来才出现的更广为人知的生物圈二号（Biosphere 2）。

## 与生物圈二号比较
与生物圈二号项目相比，苏联的实验更倾向于在太空长途飞行的实际适用性，因此人们试图在尽可能小的空间内发展一个基本上是自给自足的系统，而生物圈二号以其丰富的植物和动物生活于一体，可以看到更大的建筑物，而不是复杂的综合环境。